# Autostrada A30 (Holandia)
Autostrada A30 (nl. Rijksweg 30) – holenderska autostrada długości 18 km. Łączy autostradę A12 w węźle Maanderbroek i autostradę A1 w kierunku Nijkerk.